# Galium fissurense
Galium fissurense är en måreväxtart som beskrevs av Friedrich Ehrendorfer och Schönb.-tem.. Galium fissurense ingår i släktet måror, och familjen måreväxter. Inga underarter finns listade i Catalogue of Life.